# MTN集团

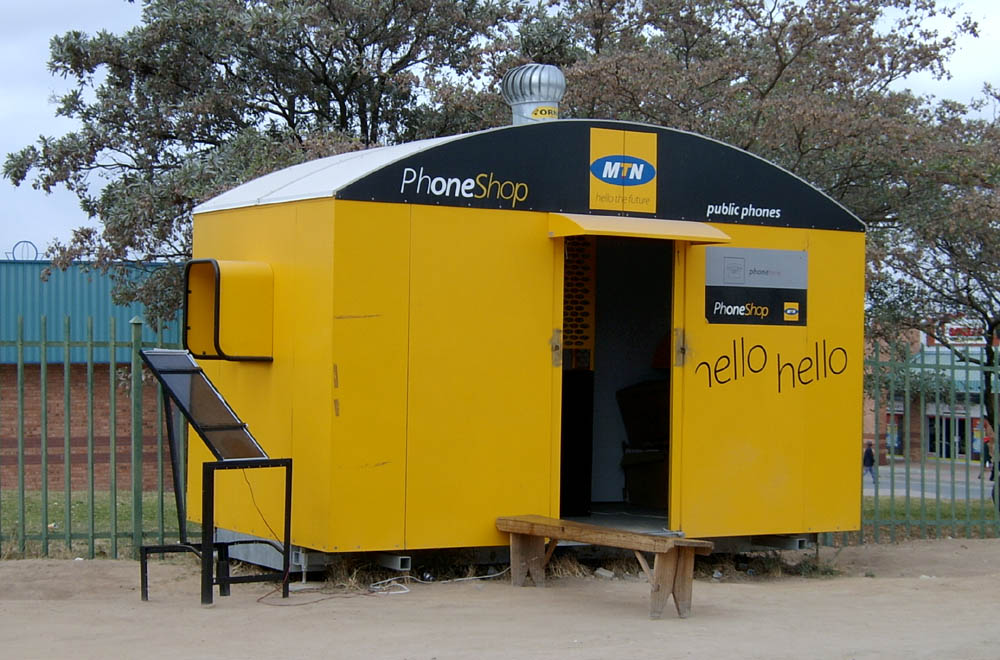
南非的一家MTN店面

MTN集團（MTN Group Limited，原名M-Cell）是一家總部位於南非約翰內斯堡的跨國電信公司，主要在非洲提供服務，但也在歐洲和亞洲部分國家有業務。它是非洲最大的移動網路運營商。

## 贊助
它曾贊助過南非國家橄欖球隊（自2017年）和曼聯（自2010年）。

## 外部連接
- 官方网站